# 聶大年
聶大年（1403年1月5日—1456年），字壽卿、號東軒，生於建文壬午十二月十二，臨川（今江西省撫州市）人。明朝文學家、詩人、書法家，著有《冷齋集》、《東軒集》。

## 生平
聶大年之父聶同文，曾任中書舍人，去世五個月後聶大年才出生，所以由母親胡氏撫養長大。宣德十年（1435年），由經明行修薦任浙江仁和縣訓導，母親去世後，辭官歸葬，深感悲痛，悲傷到感動了路過的行人。同鄉的人們將他們母子賢德言行上書給官府，朝廷詔令旌表。聶大年服喪期滿後，任常州教諭，歷官九年。改任浙江仁和教諭。景泰六年（1455年），被舉薦入翰林院修遼金宋三史，隔年，因病逝世，享年五十五歲。當時的人們將他和梅堯臣相比。
當初尚書王直將他的其詩寄給錢塘戴文進，請求他爲那首詩配畫，信中說當年和戴文進交遊，曾戲說要做詩一聯，做了十年才完成。聶大年在信後寫說他喜愛戴文進的畫作，十年都沒敢忘，如果用這樣的心態對待天下賢能的人，那麼天下就沒有被遺忘的賢人。王直聽聞這言論後，沒生氣，也沒舉薦聶大年。聶大年病重時，寫詩送給王直，詩中有「鏡中白發熟憐我，湖上青山欲待誰？千里故人分橐少，百年公論蓋棺遲。」王直得詩後哭說這是打算讓他爲聶大年寫墓誌銘。聶大年去世後，王直就為聶大年寫了墓誌銘。

## 軼聞
聶大年在杭州時，看見有二位僧人為了住禪院而爭吵，聶大年招呼他們而喝酒。贈一首詩給他們說：「蕭蕭落日下荒基，古殿淒涼白塔低。燕子不知身是客，秋風猶戀舊巢泥。」二位僧人感到很慚愧而離開。
聶大年的詩文手跡著名於當時，但卻仕途艱難，聶大年感慨而在春聯上寫下「文章高似翰林院，法度嚴如按察司。」因此得罪了地位較高的官員。

### 西湖亭亭亭

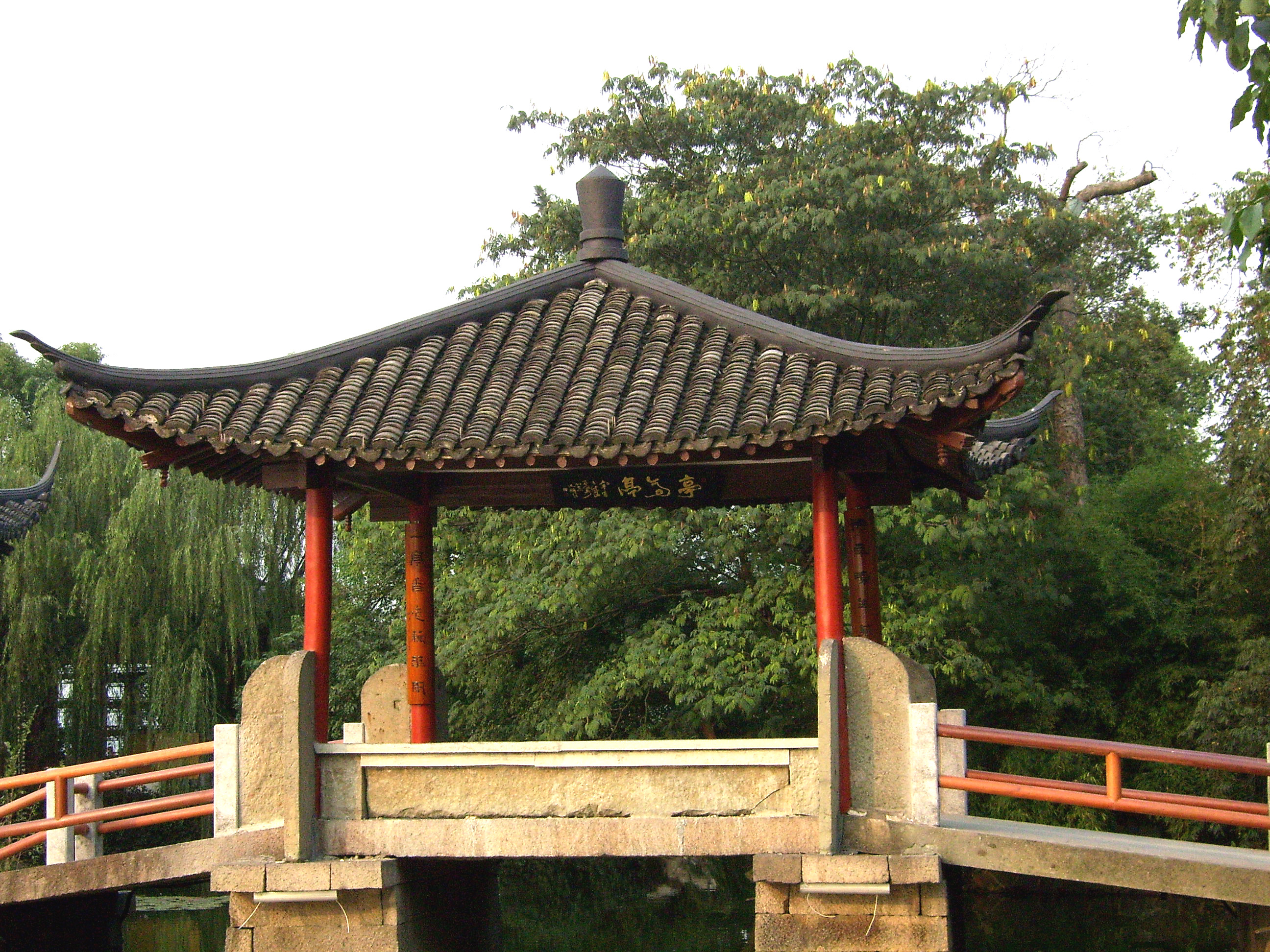
西湖亭亭亭

亭亭亭位於三潭印月九曲橋東北段。原名百壽亭，這座四角亭因聶大年詩句「塔影亭亭引碧流」而改名。

### 座右銘
聶大年的座右銘為「短不可護，護則終短；長不可矜，矜則不長。」

## 文學作品
聶大年博學多才，精通詩和古文，有詩文四十卷。葉盛稱贊他的詩是三十年來的絕唱作品，為臨川「三黎一聶」（黎近、黎公弁、黎公穎、聶大年）之一。。聶大年的書法研習歐陽詢、趙孟頫、李邕等人之法。
聶大年常作西湖十景詩，有《蘇堤春曉》、《南屏晚鐘》等作品。
宣德二年（1427年），妙行寺重建，聶大年為其題詩。
在蘇州時，有《答內子寄衣詩》、《諭兒輩詩》等作品。
正統九年（1444年），道士范應虛重修紫陽庵，聶大年為其寫了記文。

## 書法作品
行書《煩求帖》：縱22.6cm，橫33.8cm，為聶大年寫給從理老友簡短的書簡，館藏於北京故宮博物院。鑑藏印有：「安山道人」、「顧崧」、「枝安堂圖書印」、「曾藏周作民處」、「張珩私印」等六方。

## 父親
- 聶同文：洪武年間，任翰林侍書、中書舍人。[1]

## 評價
- 郎瑛：仁和教諭臨川聶大年。亦有聲當時者。又每題作《臨江仙》一章。皆工緻也，然王、聶二集少刻板，誌收亦不全。[16]
- 徐泰：臨川聶大年俊逸，九轉丹成，毛骨盡脫。[17]
- 葉盛：聶大年詩，三十年來作家絕唱也，有文集若干卷。袁衷主事愛其醉後跌起口占詩云「老我不勝金谷罰，傍人應笑玉山頹」之句。王翰林稱其「願得明朝又風雨，免教行李出都門」。而吾友張篠庵喜誦其送僧「十年湖海孤舟別，萬里雲霄一錫飛」，以為不能忘之。但未知大年曾以此為極致否？[18]
- 夏承燾：聶大年為明朝中葉製曲大家，《卜算子》一詞窮極艷冶，氣體雖不逮溫韋，其腔調亦自婉美。[19]

## 延伸阅读
[在维基数据编辑]
 《國朝獻徵錄·卷之八十五》，出自焦竑《國朝獻徵錄》
 《明史卷二百八十六》，出自《明史》

## 外部連結
- 《皇明文衡·教諭聶大年墓誌銘》
- 《撫州府志》 （页面存档备份，存于）
- 《解人頤》 （页面存档备份，存于）